# 恩給 (武家社会)
恩給（おんきゅう）とは、土地所有者が従属者に対して領有地の一部を与えて主従関係を結ぶ恩恵行為、またはその土地を指す。特に武家における御恩の部分を指す場合が多い。

## 概要
平安時代中期以後、荘園領主が荘官に給田を与えたり、作人に土地を宛がったりするなどの恩給行為が行われていたが、この場合の恩給は、土地（給地）における職とそれに付随する一時的な用益権を与えられたに過ぎず、恩給を受けた者は年貢・公事を納めるなど各種義務を果たす必要があり、これを果たさない場合には荘園領主は恩給を没収することができた。この関係は平安時代後期になると、武家の棟梁と武士化した荘官・作人の間の集住関係においても成立するようになる。
鎌倉幕府が成立し、鎌倉殿（征夷大将軍）と御家人の間に御恩と奉公の関係が確立されると、恩給制度も発展を遂げることになる。御家人は鎌倉殿より、幕府成立以前からの所有地を保障され、また幕府に対する勲功の恩賞として新たな土地を与えられた。前者は安堵と呼ばれ、その土地は本領と称された。後者を新恩と呼ばれ、その土地は恩領・恩地と称された。この場合の恩給は両者を指す場合と、後者のみを指す場合があった。また、恩給を与えられた者を給人と呼ぶようになったのもこの時期以後のことである。また、荘園や公領に属する所職に補任してそこに付随する土地用益権などの経済的な収益（得分）を保障することによって実質上の土地支配権を与える場合もあり、こうした補任も恩給の授与と同一視され、恩補（おんぽ）と称せられた。御恩を与えられた御家人は軍役など様々な義務（御家人役）を果たす必要があり、これを果たさない場合には、幕府から恩給として与えられた土地は初期の頃は給人一代限りのものとされ、その土地を没収することもできた（幕府に対して改めて安堵の手続を取ることを条件として給人の相続が認められるようになったのは13世紀に入ってからである）。ただし、本領と恩領・恩地の間では恩給としての内容に違いがあった。従者である御家人が元々所有していた土地である本領を主君である鎌倉殿が安堵する形式とそれが新恩の給付以上に重要視されたという点は、日本の封建制度の独自の特徴であった。本領における御家人の権利は強力で、幕府といえども謀反や大逆などの重罪を犯さない限りは没収することは出来ず、御家人による売買や譲渡も自由であった。一方、恩領・恩地は幕府が自由に没収することが出来、御家人による売買や譲渡にも制約を加えることが出来た。鎌倉幕府は御家人への統制を強化と安定した御家人役を確保するために、本領においても恩領・恩地並の制約を課そうとした。仁治元年（1240年）、鎌倉幕府は御家人に対して恩領・恩地の売買・質入を禁止し、本領も御家人以外の者に売買することを禁じたのもその一環である。一方、御家人側も代々継承してきた恩領・恩地に対して勲功の恩賞として本領並の安堵を求めるケースもあり、幕府もそれを認めることもあったために時代が下るにつれて本領と恩領・恩地との権利内容の差異が小さくなっていった。なお、恩給には米や銭、官位の授与によって行われる場合もあったが、土地のように永続するものではなかったために、土地の安堵・新恩よりも一段低く扱われるか、副次的な恩賞とみなされていた。恩領・恩地の売買制限は室町幕府以後にも継承され、年季売は認めても質入は禁じるなどの制約が課されていた。
恩給に対する軍役などの奉公の義務は、与えられた土地の面積に応じて町別・反別単位で課されていたが、室町時代以後には土地が持つ生産力に応じて貫高・石高単位で課されるようになった。また、荘園公領制の解体によって職が形骸したことにより、代わって土地の所有そのものが恩給の対象になった。また、主従関係の弱体化によって御恩と奉公の関係も事実上は年貢の請負関係に近いものになっていった。戦国時代に入ると、戦国大名は家臣統制の手段として、給地の変更（給地替）を命じるようになって給人（家臣）と土地との関係を弱めようとしていった。江戸時代になると、米などの俸禄で恩給が与えられることが一般的となり、江戸幕府と大名（藩主）、あるいは大名（藩主）と一部の上級家臣を除いて土地が恩給として給付されることはなくなった。
明治に入り、ヨーロッパの法制史が伝わると、武士の主従関係と土地給付の関係についての研究が行われるようになった。中田薫はローマ帝国のプレカリウム（precarium）とフランク王国のベネフィキウム（beneficium）を日本の制度と比較する過程で日本における恩給制の概念を確立し、その中で日本の恩給制を主従関係においてはプレカリウムに近く、第三者との関係においてはベネフィキウムに近いと評価している。それを継承した牧健二は源頼朝による地頭設置と恩貸地制発達のきっかけとなったフランク王国のカール・マルテルによる教会領の没収と 家臣への分割授与およびそれに対する軍役の賦課との共通点を指摘し、地頭の設置を日本の封建制度成立の画期としている。中田・牧の説はその後の恩給制研究における基本として重視された。